# 22910 Ruiwang
22910 Ruiwang è un asteroide della fascia principale. Scoperto nel 1999, presenta un'orbita caratterizzata da un semiasse maggiore pari a 2,4043082 au e da un'eccentricità di 0,1513907, inclinata di 0,82014° rispetto all'eclittica.
L'asteroide è dedicato alla studentessa statunitense Rui Wang.